# El Huffington Post
El Huffington Post és l'edició espanyola del diari digital estatunidenc The Huffington Post. Està dirigit per la periodista Montserrat Domínguez. El sotsdirector és Guillermo Rodríguez. El llançament oficial es va produir el dimarts 7 de juny de 2012 a les 00:40 hores de la nit.
La versió en castellà compta amb la participació en el 50% de PRISA i l'altre 50% correspon a The Huffington Post. L'edició espanyola s'uneix a altres edicions internacionals del mitjà nord-americà.